# Mesbrecourt-Richecourt
Mesbrecourt-Richecourt is een gemeente in het Franse departement Aisne (regio Hauts-de-France) en telt 286 inwoners (2005). De plaats maakt deel uit van het arrondissement Laon.

## Geografie
De oppervlakte van Mesbrecourt-Richecourt bedraagt 9,1 km², de bevolkingsdichtheid is 31,4 inwoners per km².

## Demografie
Onderstaande figuur toont het verloop van het inwonertal (bron: INSEE-tellingen).
Vanwege een beveiligingsprobleem met de MediaWiki Graph-software is het momenteel niet mogelijk deze grafiek weer te geven. Zodra de software is bijgewerkt zal de grafiek vanzelf weer zichtbaar worden.